# Алексий (Поликарпов)
Епископ Алекси́й (в миру Анато́лий Степа́нович Полика́рпов; род. 11 февраля 1948 года, Первоуральск) — архиерей Русской православной церкви, епископ Солнечногорский (с 2019), викарий Патриарха Московского и всея Руси, наместник Свято-Данилова монастыря, член Межсоборного присутствия Русской православной церкви.

## Биография
Родился 11 февраля 1948 года в городе Первоуральске Свердловской области в семье рабочих. Крещён в феврале 1948 года протоиереем Иларионом Еремеевым в Георгиевской церкви посёлка Слобода Первоуральского района Свердловской области.
По окончании средней школы в 1966 году работал электрослесарем на Новотрубном заводе Первоуральска.
Благодаря общению с бабушкой, глубоко верующей женщиной, а также с монахинями, прошедшими через гонения и ссылки и проживавшими в Свердловской области, принял решение служить Церкви в священном сане. В 1960-х годах нёс послушание иподиакона при архиепископе Свердловском и Курганском Клименте в Иоанно-Предтеченском кафедральном соборе.
В 1969—1972 годах учился в Московской духовной семинарии, в 1972—1976 годах — в Московской духовной академии, которую окончил со степенью кандидата богословия за сочинение «Умное делание в изъяснении преподобного Симеона Нового Богослова».
В сентябре 1969 года принят в число послушников Троице-Сергиевой лавры. 18 марта 1970 года пострижен в монашество с наречением имени Алексий в честь святителя Алексия, митрополита Московского. 19 апреля того же года архиепископом Сергием (Голубцовым) рукоположён во иеродиакона, 19 июля 1973 года епископом Подольским Серапионом (Фадеевым) — во иеромонаха.
По окончании Московской духовной академии оставался насельником Троице-Сергиевой лавры, нёс послушание помощника духовника лавры архимандрита Кирилла (Павлова).
В 1981 году к празднику Святой Пасхи возведён в сан игумена.

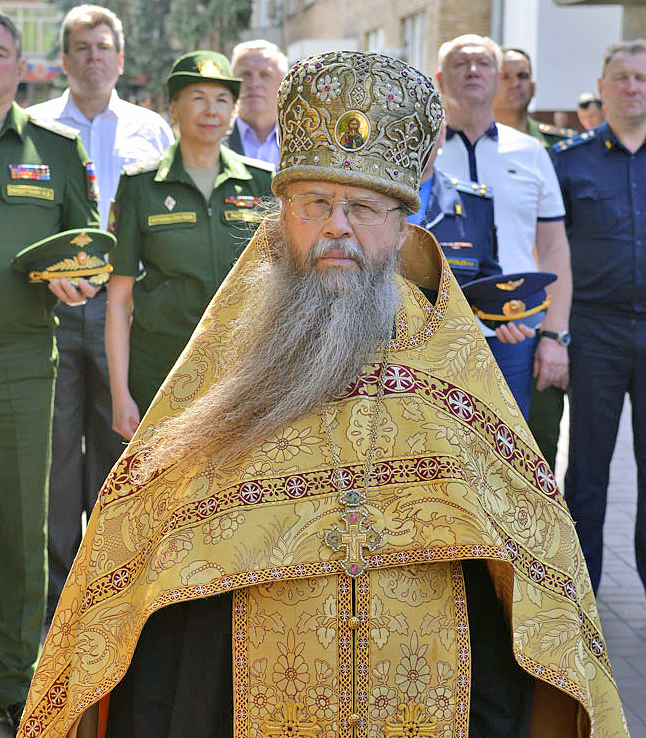

10 мая 1992 года указом патриарха Московского и всея Руси Алексия II назначен наместником Московского Свято-Данилова монастыря, 24 мая в Успенском соборе Московского Кремля возведён в сан архимандрита. Трудами архимандрита Алексия в монастыре созданы архитектурный отдел, иконописные, ювелирные, переплётная мастерские, издательство «Даниловский благовестник».
31 марта 1999 года включён в состав Синодальной комиссии по канонизации святых.
24 декабря 2004 года решением Священного синода включён в состав созданной тогда же комиссии по подготовке и проведению празднования 300-летия Православия на Камчатке.
С 27 июля 2009 года решением Священного синода — член Межсоборного присутствия Русской православной церкви.
27 октября 2013 года патриарх Московский и всея Руси Кирилл на торжествах, посвящённых 30-летию возрождения Данилова ставропигиального мужского монастыря, возвёл архимандрита Алексия (Поликарпова) в сан игумена Данилова монастыря и вручил ему игуменский посох.

## Архиерейское служение
30 мая 2019 года решением Священного синода избран епископом Солнечногорским, викарием патриарха Московского и всея Руси. 13 июня в Тронном зале храма Христа Спасителя в Москве наречён во епископа. 16 июня в Успенском соборе Троице-Сергиевой лавры совершена хиротония архимандрита Алексия (Поликарпова) во епископа Солнечногорского. Хиротонию совершили патриарх Московский и всея Руси Кирилл, митрополит Киевский и всея Украины Онуфрий (Березовский), митрополит Ставропольский и Невинномысский Кирилл (Покровский), архиепископ Верейский Амвросий (Ермаков), епископ Сергиево-Посадский Парамон (Голубка), епископ Павлово-Посадский Фома (Мосолов), епископ Клинский Стефан (Привалов).
26 декабря 2019 года решением Священного синода назначен секретарём Высшего общецерковного суда Русской православной церкви.

## Награды
Светские
- Орден Дружбы (11 августа 2000 года) — за большой вклад в укрепление гражданского мира и возрождение духовно-нравственных традиций[8]
- Памятная медаль «Патриот России» (Российский государственный военный историко-культурный центр при Правительстве Российской Федерации, 2007 год)[9]

Церковные
- Орден святого благоверного князя Даниила Московского I степени (РПЦ, 17 марта 2008 год)[10]
- Орден преподобного Сергия Радонежского II степени (РПЦ, 11 февраля 2013 года)[11]
- ордена святого благоверного князя Даниила Московского III степени (11 февраля 2018) — «во внимание к усердному служению» и в связи с 70-летием со дня рождения[12]
- медаль «В память 100-летия восстановления Патриаршества в Русской Православной Церкви» (26 декабря 2018)[13]

## Труды
статьи
- О борьбе со страстями // Журнал Московской Патриархии. 1973. — № 3. — С. 38-39
- О духовной радости (на 1 Фес. 5.16) // Журнал Московской Патриархии. 1978. — № 7. — С. 40-41.
- Слово на Троицу // «Даниловский Благовестник». 1992. — Вып. 4. — С. 60-62;
- Святых обителей твердыня // «Памятники Отечества». 1997. — № 37 (1). — С. 52-66;
- С Рождеством Христовым! // «Памятники Отечества». 1999. — Вып. 10. — С. 3.
- Архидиакон Роман (Тамберг) // Журнал Московской Патриархии. 1999. — № 3. — С. 73-77.
- Русское духовное образование и монашество // Сборник пленарных докладов VIII Международных Рождественских образовательных чтений. — М.: Отдел религиозного образования и катехизации Русской Православной Церкви, 2000. — 280 с. — С. 156—163.
- Русское духовное образование // «Воскресная школа», газета. 2002. — № 33. — С. 8-9.
- Памяти схиигумена Михаила (Замятина) // Журнал Московской Патриархии. 2002. — № 3. — С. 65-66
- Полноценное творческое развитие личности — приоритетная задача Церкви // Сборник пленарных докладов Х Международных Рождественских образовательных чтений. — М. : Отдел религиозного образования и катехизации Русской Православной Церкви, 2002. — 352 с. — С. 99—106
- Схимонах Михаил (Карелин) // Журнал Московской Патриархии. 2003. — № 12. — C. 30-33.
- Доклад наместника Свято-Данилова монастыря архимандрита Алексия (Поликарпова) «Наследие святого князя Даниила в русской истории» на конференции «Святой благоверный князь Даниил и его обитель в истории Москвы и России» // «Церковный вестник», 11 сентября 2003
- Архимандрит Алексий (Поликарпов): О монастыре в городе и своем монастыре // patriarchia.ru, 1 июня 2013
- Он всегда был окружён народом // Мы все были у него в сердце: воспоминания об архимандрите Кирилле (Павлове) : [посвящается 100-летию со дня рождения]. — Сергиев Посад: Свято-Троицкая Сергиева лавра, 2019. — C. 45-50

книги
- Даниловское слово. [сб. проповедей]. — Москва : Данилов мужской монастырь : Даниловский благовестник, 2009. — 222 с. — ISBN 978-5-89101-310-0 (наряду с другими авторами)
- Служить другим, чтобы найти себя…: разговор с молодыми людьми. — Москва : Данилов мужской монастырь : Даниловский благовестник, 2010. — 91 с. — ISBN 978-5-89101-396-4
- Жить со Христом. — Москва : Даниловский благовестник, 2012. — 284 с. — ISBN 978-5-89101-484-8
- Поминайте наставников ваших: воспоминания об архимандрите Кирилле (Павлове). — Москва : Данилов мужской монастырь, 2019. — 125 с. — ISBN 978-5-89101-644-6 — 3 000 экз.

интервью
- Болезнь нашего времени — равнодушие. Часть 1 // pravoslavie.ru, 17 апреля 2006
- Болезнь нашего времени — равнодушие. Часть 2 // pravoslavie.ru, 18 апреля 2006
- Сюда можно прийти с любым вопросом // Журнал «Русский инок», май 2008, стр. 43
- Возвращение домой // Журнал «Русский инок», октябрь 2008, стр. 11
- Доброе дело молитве не помеха // Журнал «Православие и современность» № 18 (34), 2011
- Отец Алексий (Поликарпов): «Люди должны любить друг друга, должны любить Христа» // «Аргументы и факты», 21 августа 2011
- Архимандрит Алексий (Поликарпов): «Это — просто любовь» // pravmir.ru, 31 января 2013
- Интервью Наместника Данилова монастыря архимандрита Алексия (Поликарпова) видео, 26 марта 2019